# The Golden Lily
The Golden Lily ( O Lírio Dourado) é o segundo romance da série de fantasia Bloodlines, spin-off da série de livros Vampire Academy, ambas escritas pela americana Richelle Mead. Foi lançado em 12 de junho de 2012 nos Estados Unidos pela Editora Razorbill e no Brasil pela Editora Seguinte em 07 de novembro de 2013.

## Sinopse
Em sua última missão, a alquimista Sydney Sage foi enviada a um colégio interno na Califórnia para proteger a princesa Moroi Jill Dragomir, e assim evitar uma guerra civil entre os vampiros que certamente afetaria a humanidade. Porém, a convivência com Jill, Eddie e principalmente Adrian leva Sydney a perceber que talvez os Moroi não sejam criaturas tão terríveis assim - e ela passa a questionar os dogmas que lhe foram ensinados desde a infância.
Tudo se torna ainda mais complicado quando Sydney descobre que talvez tenha a chave para evitar a transformação em Strigoi, vampiros malignos e imortais, mas esse poder mágico a assusta. Igualmente difícil é seu novo romance com Brayden, um cara bonito e inteligente que parece combinar com Sydney em todos os sentidos. Porém, por mais perfeito que ele seja, Sydney se sente atraída por outra pessoa - alguém proibido para ela. E quando um segredo chocante ameaça deixar o mundo dos vampiros em pedaços, a lealdade de Sydney será colocada mais uma vez à prova. Ela confiará nos alquimistas ou em seu coração?

## Personagens
- Sydney Sage – uma alquimista, personagen principal e narradora da série.
- Adrian Ivashkov – um Moroi da realeza, usuário do espírito e ex-namorado de Rose Hathaway.
- Jill Mastrano – a meia-irmã da Rainha Vasilisa Dragomir, usuária de água e conectada a Adrian.
- Eddie Castille – dampiro guardião de Jill.
- Dimitri Belikov – um dampiro ex-Strigoi, guardião do Moroi Christian Ozera e namorado de Rose Hathaway.
- Angeline Dawes – uma dampira conservadora, colega de quarto e protetora de Jill.
- Micah Vallence – humano colega de quarto de Eddie em Amberwood.
- Jaclyn Terwilliger – professora de história de Sydney e bruxa.

## Prêmios e indicações
| Ano  | Prêmio                  | Categoria                                    | Resultado |
| ---- | ----------------------- | -------------------------------------------- | --------- |
| 2012 | Goodreads Choice Awards | Best Young Adult Fantasy and Science Fiction | Indicado  |

## Ligações Externas
- Página de Bloodlines no site oficial de Richelle Mead
- Página brasileira de Bloodlines na página brasileira sobre a série Vampire Academy